# Dicraeosaurus
Dicraeosaurus là một chi khủng long, được Janensch mô tả khoa học năm 1914.